# Trigal (gemeente)
Trigal is een gemeente (Municipio) in de Boliviaanse provincie Vallegrande in het departement Santa Cruz. De gemeente telt naar schatting 2.260 inwoners (2018). De hoofdplaats is Trigal.

## Indeling
De gemeente bestaat uit de volgende kantons:
- Cantón Aguada - 97 inwoners (2001)
- Cantón Lagunillas - 515 inw.
- Cantón Muyurina - 425 inw.
- Cantón Trigal - 1.042 inw.